# Varun Kapoor
Varun Kapoor (sinh 28 tháng 8 năm 1987) Là nam diễn viên truyền hình Ấn Độ được biết đến với vai chính Danny Vyas trong Saraswatichandra (phim truyền hình) trên kênh Star Plus và Sanskaar Ram Prasad Maheshwari trên Colors TV trong Swaragini.